# Ebom Essawo
Ébom Essawo est un village du Cameroun, situé dans la commune d'Efoulan, le département de la Mvila et la Région du Sud, en pays Bulu.

## Géographie
Le village est localisé à 30 km à l'ouest du chef-lieu communal Efoulan.

## Population
Lors du recensement de 2005, on y a dénombré 441 personnes .

## Personnalités liées à Ebom Essawo
- Marthe Ekemeyong Moumié (1931-2009), femme de lettres et militante, épouse de Félix-Roland Moumié, née à Ebom Essawo où elle a été inhumée[2].